# Harewakhe
Harewakhe is een bestuurslaag in het regentschap Nias Utara van de provincie Noord-Sumatra, Indonesië. Harewakhe telt 296 inwoners (volkstelling 2010).